# Robert John Armstrong
Robert John Armstrong (* 17. Dezember 1884 in San Francisco, Kalifornien; † 14. Januar 1957) war ein US-amerikanischer römisch-katholischer Bischof von Sacramento.

## Leben
Robert John Armstrong empfing am 10. Dezember 1910 das Sakrament der Priesterweihe.
Am 4. Januar 1929 ernannte ihn Papst Pius XI. zum Bischof von Sacramento. Der Bischof von Seattle, Edward John O’Dea, spendete ihm am 12. März desselben Jahres die Bischofsweihe; Mitkonsekratoren waren der Bischof von Great Falls, Mathias Clement Lenihan, und der Bischof von Baker City, Joseph Francis McGrath.